# Joaquín Rodríguez y Ordóñez
Joaquín Rodríguez y Ordóñez (Trujillo, 1805-Madrid, 1883) fue un presbítero y escritor español.

## Biografía
Nacido en la localidad cacereña de Trujillo en 1805 en el seno de una familia modesta, estudió la segunda enseñanza en su localidad natal. Ingresó muy joven en un convento de franciscos descalzos de Trujillo, donde completó su instrucción religiosa y literaria. Al poco tiempo, pasado el período prescrito para el noviciado, recibió sucesivamente las órdenes de subdiácono, diácono y preste, además de desempeñar cargos como lector y maestro de novicios.
Llegada la ley de exclaustración, suprimidos los conventos, se trasladó a Madrid y se dedicó al estudio de la literatura, la cronología, la numismática, la arqueología y la historia general, ya fuera traduciendo obras o escribiéndolas. Entre sus publicaciones se encontraron títulos como El libro de oro, El sacerdocio y la civilización, El diccionario teológico y Lecciones de cronología é historia general de España, publicada en 1850. Fue cura en Atocha, párroco del Buen Retiro y adjunto a otras iglesias.
Creada la Sociedad Geográfica de Madrid, fue desde un principio uno de sus miembros. Impartió conferencias sobre la antigua Vettonia, que fueron traducidas al italiano, alemán y francés. De inclinación liberal, en los últimos años de su vida se había dedicado al estudio de la arqueología. Colaboró en el Boletín de la Sociedad Geográfica. Rodríguez, que falleció el 4 o el 5 de octubre de 1883 en Madrid, legó a su familia una colección de manuscritos y antigüedades hispanorromanas procedentes de Extremadura.